# Estábulos reais de Córdova
‎Estábulos reais‎‎ ‎‎é um conjunto de ‎‎estábulos‎‎ em ‎‎Córdova, ‎‎Espanha. O prédio está localizado no ‎‎centro histórico‎‎ e faz fronteira com o rio ‎‎Guadalquivir.‎‎ Os estábulos abrigavam os melhores garanhões e éguas da raça real ‎‎cavalo andaluz.‎‎ ‎

## História
Por decreto real de Felipe II em 28 de novembro de 1567, a raça cavalo andaluz com padrões formalizados foi criada, e um estábulo real foi estabelecido em Córdoba. O rei encomendou a Diego López de Haro y Sotomayor, 1º Marquês de El Carpio, para construir os estábulos em parte do local da fortaleza de Alcázar. A marca continha um "R" para real dentro de um C para Córdoba com uma coroa no topo do C; o selo real foi colocado em cavalos produzidos nos Estábulos Reais, sendo a "primeira marca usada nos primeiros cavalos da raça agora organizada".

## Arquitetura
‎O projeto do edifício é caracterizado por um estilo militar distinto de acordo com sua localização pela fortaleza de Alcázar. A área principal possui um telhado abobadado que é suportado em colunas de arenito e é dividido em pequenos estábulos. O edifício possui uma exibição equestre permanente.